# سباستيان غيريرو
سباستيان غيريرو (بالإسبانية: Sebastián Guerrero)‏ هو لاعب كرة قدم أوروغواياني، ولد في 23 سبتمبر 2000.

## وصلات خارجية
- سباستيان غيريرو على موقع قاعدة بيانات كرة القدم.إي يو (الإنجليزية)
- سباستيان غيريرو على موقع Soccerway.com (الإنجليزية)
- سباستيان غيريرو على موقع عالم كرة القدم.نت (الإنجليزية)